# Leonel Azevedo
Leonel Azevedo (Rio de Janeiro, 12 de agosto de 1908 – Rio de Janeiro, 16 de outubro de 1980) foi um violonista, cantor e compositor brasileiro.

## Biografia
Foi aprovado em um teste na Rádio Philips em 1935. A convite de Dario Murce, foi escalado para cantar no programa de Renato Murce, Horas do Outro Mundo, onde conheceu J. Cascata, com quem faria diversas canções.
Compôs canções de sucesso, como "Lábios que Beijei", gravada por Orlando Silva em 1937, "Um Juramento Falso", gravada pelo próprio Orlando Silva, Nelson Gonçalves e João Nogueira, e "Não pago o bonde", gravada por Odete Amaral.